# 中本直樹 (実業家)
中本 直樹（なかもと なおき、1975年 - ）は、日本の実業家。リユースのスマートフォンやタブレットの販売・買取を行う企業、イオシスの創業者・代表取締役会長である。

## 人物
趣味はゴルフ・釣り・ギター。

## 来歴
- 1975年1月17日、大阪府大阪市で出生。祖父や両親も商売人という家系で小さい頃から、商売の感覚を養いながら成長[1]。
- 12歳の時にパソコンを買ってもらい[1]、プログラミングを始め、ゲームプログラマーを目指す。
- 1991年、16歳の時に大阪の電気街である日本橋のパソコンショップにて勤め始める。
- 21歳になり、ゲーム会社に就職を試みるがなかなか思うように行かず断念。手待ち資金7万円で、個人商店として「イオシス」を創業する[1]。
- 1998年、23歳の時に「イオシス」を有限会社化する。
- 1999年、24歳の時にかねてから夢であったゲームソフトの開発に着手。イオシスにてコンシューマソフト開発部を設立しゲーム開発に没頭する。
- 2000年、イオシス第一弾のゲームソフト「デルタワープ」発売[1]。
- 2001年、26歳の時に「イオシス」を株式会社に改組。
- 2005年、31歳の時にイオシスを秋葉原に出店[1]。
- 2014年、CCCモバイル株式会社と資本業務提携を結び、カルチュア・コンビニエンス・クラブ株式会社グループの一員となる。
- 2016年、名古屋に出店し、創業20周年記念として東京ドームを貸し切り、大運動会を開催[1]。
- 同年、株式会社ウルスの吸収合併や、リファビッシュセンターの開設など内部体制を整備[1]。
- 2022年、イオシスのMBOを実施。親会社であるカルチュア・コンビニエンス・クラブ株式会社が保有するイオシスの株式を買取。
- 同年、株式取得に伴い持株会社として、株式会社イオシス ホールディングスを設立。
- 同年、子会社、株式会社フラッシュエージェントの全株式を譲渡。
- 2024年、株式会社イオシスホールディングスに丸紅株式会社が40％出資し、資本業務提携を締結。
- 同年、株式会社イオシスの代表取締役会長に就任。